# Гіральд Камбрійський
Гіральд (Джеральд) Камбрійський (валл. Gerallt Gymro; фр. Gerald de Barri; бл. 1146 — бл. 1223) — середньовічний церковний діяч, викладач, письменник, мандрівник королівства Англії часів династії Плантагенетів. Відомий також як Жерар Валлійський.

## Життєпис
Походив з англо-норманського роду де Баррі. Молодший син барона Вільяма ФіцОдо де Баррі і Ангаради (доньки Джеральда Фіцволтера Віндзорського). По материнській лінії був онуком Ріса ап Теудура, короля Дехейбарта. Народився близько 1146 році в замку Манорб'є в графстві Пембрукшир. Йому було обрано церковну кар'єру. Початкову освіту здобув в Бенедиктинському домі Глостер, після чого у 1165—1174 роках навчався у Парижі, де він вивчав тривіум.
По поверненню опинився на службі в Річарда Дуврського, архієпископа Кентерберійського. Виконував різні завдання в Уельсі, де відзначився зусиллями щодо усунення зловживань спорідненістю та податковими законами, які процвітали в валлійській церкві того часу. У 1174 році він був призначений архідияконом Брекона, до якого була прикріплена резиденція в Лландью. Він отримав цю посаду, повідомивши про існування коханки попереднього архідиякона; чоловіка негайно звільнили. Керуючи цією посадою, Гіральд збирав з населення десятину вовною та сиром.
Після смерті вуйка Девіда Фіцджеральда, єпископа Сент-Девіда, у 1176 році капітул призначив Гіральда наступником, розраховуючи отримати самостійність від Кентерберрі. В цей час англійський король Генріх II, який декілька років тому здобув перемогу над архієпископом Томасом Бекетом, внаслідок чого вступив у конфлікт з Папським престолом. За цих обставин не бажав, щоб важливу церковну посаду в Уельсі посідав незалежний єпископ. Тому під тиском король капітул змінив рішення, обравши єпископом королівського ставленника Пітера де Лея. Гіральд повернувся до Паризького університету. Тут до 1180 року викладав канонічне право та теологію.
1180 року повернувся до Англії, де протягом наступник 5 років додатково вивчав теологію. 1184 року призначається королівським клерком та капелом короля Геріха II, виконуючи посередницьку роль між останнім та князем Ріс ап Гріфідом. 1185 року супроводжував принца Джона до Ірландії. 1188 року супроводжував Балдуїна Фордського, архієпископа Кетерберрійського, похжкою Уельсом, де той закликав місцеву шляхту долучатися до Третього хрестового походу.
Йому запропонували призначення єпископствами Вексфорда і Лейліна, трохи пізніше єпископства Оссорі та архієпископства Кашела, а пізніше валлійського єпископства Бангора і Лландаффа. Він відхилив їх усіх, можливо, в надії отримати більш вагоме єпископство в майбутньому. Проте марно. 1196 року пішов у відставку, оселившись в Лінкольні.
1198 року після смерті Пітера де Лея капітул Сен-Девіда одностайно обрав новим єпископом Гіральда, але Губерт Волтер, архієпископ Кентерберрійський, відмовився це затвердити. Для вирішення суперечки Гіральд 119 року вирушив до папи римського Іннокентія III. Не досягши успіху 1200 року повернувся до Англії. тут отримав підтримку з боку валлійських владних аристократів Гріфіда ап Ріса II і ЛЛивеліна ап Йорверта. З їх підтримкою 1201 року знову рушив до Риму, але також марно.
1202 року Гіральда було звинувачено у підбурюванні валлійців до повстання. Тому він вимушен був втретє рушати до папи римського, який 1203 року скасував попередні вибори, затвердивши єпископом Сен-Девіда Гамфрі Хенлоу. Також залишив посади архидиякона Брекона. Вів перебрався до Лінкольна, де решту життя присвятив науці. У 1204—1206 роках вдруге відвідав Ірландію. 1206 року здійснив прощу до Риму.
Під час Першої баронської війни підтримав у 1216 році ідею посадити на трон Англії принца Людовика Капетинга. Після 1217 року перебрався до Герефорду, де помер близько 1223 року.

## Творчість
Актор переважно історико-географічних, теологічних, біографічних творів, написаних гарною латиною. Серед них «Topographia Hibernica» («Топографія Ірландії», 1187 рік, зазнала 4 видань) — розповідь про його подорож до Ірландії; трактат-памфлет «Expugnatio Hibernica» («Завоювання Ірландії», 1189 рік) — про підкорення Ірландії королем Генріхом II; «Itinerarium Cambriae» («Мандри скріль Уельс», 1191 рік) і «Descriptio Cambriae» («Опис Уельсу», 1194 рік) — про історію, географію та культуру Уельса, а також місцеву норманську шляхту; De principis instructione (1198 рік) — оповідь про сучасні для автора події; життєписи святих Гуго Лінкольнського, Годфрида Йоркського, Етельберта II, Ремігія, Св. Давида (1196—1198 роки), Св. Карадока (1210-ті роки); «De jure Menevensis Ecclesiâ» та «De Rebus a Se Gestis» (1200—1201) — праці на захист незалежності єпархії Сент-Девіда від Кентерберрійського архієпископства та свої права на єпископську кафедру; «Освіта принца» — посібник з порад як і що вивчати спадкоємцям трону; «Totius Kambriae mappa» («Мапа усього Уельсу», 1205).
У творах про Ірландію представлено зневажливо та упередження ставлення до корінних мешканців острова, надається перевага норманській шляхті та обґрунтовується необхідність завоювання Ірландією Англією. В працях щодо Уельсу представлена історія, культура валлійців, географія регіону, представлені важливі історичні документи та старовинні валлійські прислів'я, є єдиним джерелом деяких з найвідоміших валлійських народних казок. При цьому висловлював захоплення незалежними валлійськими князями перед норманською шляхтою, що підкорилася королю.
Був гострим і спостережливим дослідником природознавства. Він дає яскравий і точний опис останньої колонії євразійського бобра в Уельсі на Тейфі. Так само він дає гарний опис лову скопи. Попри деяку неточність, надав важливе уявлення про ірландську фауну 1180-х років.
Творчість свідчить про чудове знання творів античних давньоримських авторів. Британський історик Едуард Август Фріман називав Гіральда «батьком порівняльної філології» та «одним із найосвіченіших людей світу».